# Сандуарри

Новоассирийское царство в середине VII века до н. э.

Сандуарри (Сандауарри; «Сандан поможет»; аккад. Sanda-uarri; казнён в феврале или марте 675 до н. э.) — правитель киликийских царств Кунди и Сузи до 676 года до н. э.

## Биография
Сандуарри упоминается в «Анналах Асархаддона» как правитель располагавшихся в Киликии (по-аккадски — Хилакку) царств Кунди и Сузи (по другой транскрипции, Кунду и Сусси). Точное местонахождение этих царств не установлено. Возможно, владения Сандуарри находились вблизи сиро-хеттского царства Куэ.
Предполагается, что Сандуарри может быть тождественен царю Аданы Ацативатасу, оставившему надпись на хеттском языке в окрестностях столицы Куэ. Этот правитель вёл многочисленные войны с соседними царствами и даже возводил на престолы некоторых из них своих ставленников. Однако такое отождествление спорно, так как последнее известное упоминание о царе Ацативатасе в исторических источниках датируется концом VIII века до н. э.
Ещё раз имя Сандуарри упоминается в «Папирусе Адона», написанном в конце VII века до н. э., но, вероятно, являющемся копией более раннего документа. Папирус содержит текст письма, направленного неким царём Адоном к неназванному по имени египетскому фараону. В послании упоминается о поражении, которое Сандуарри потерпел от «царя Вавилона», и об опасности, возникшей из-за этого для владений самого отправителя письма.
Вместе с царём Сидона Абдмилькатом Сандуарри в 680 году до н. э. поднял восстание против нового ассирийского царя Асархаддона. Союз между двумя правителями был скреплён их взаимной клятвой. Некоторое время Асархаддон, ведший сначала борьбу за престол со своими братьями, а затем с другими мятежниками, не уделял никакого внимания восстанию в отдалённых областях Ассирии. Только в 677 году до н. э. он выступил с войском в Финикию и быстро восстановил здесь свою власть. Пытавшийся укрыться на Кипре сидонский царь был схвачен, привезён в Ниневию и в сентябре или октябре 676 года до н. э. казнён. Сандуарри отступил в свои владения, а при приближении ассирийской армии укрылся в близлежащих горах. Бо́льшая часть Киликии была опустошена ассирийцами. Предполагается, что во время этого же похода ассирийская армия разгромила и войско киммерийского царя Хубишны Теушпы. Сам Сандуарри вскоре попал в плен: он был доставлен в Ниневию и в месяце аддару (феврале или марте) 675 года до н. э. обезглавлен. Отсечённые головы двух казнённых правителей возили по улицам ассирийской столицы в назидание другим возможным мятежникам. В этой же процессии, сопровождавшейся игрой арфистов и пением священных гимнов, участвовали и многочисленные пленные киликийцы и финикийцы, захваченные во время походов ассирийской армии.
Возможно, преемником Сандуарри на престоле Кунди и Сузи мог быть Сандашарма, современник ассирийского царя Ашшурбанапала.